# Hexatoma elevata
Hexatoma elevata är en tvåvingeart som beskrevs av Alexander 1945. Hexatoma elevata ingår i släktet Hexatoma och familjen småharkrankar. Inga underarter finns listade i Catalogue of Life.